# 6月19日 (旧暦)
旧暦6月19日は旧暦6月の19日目である。六曜は赤口である。

## できごと
- 皇極天皇4年（ユリウス暦645年7月17日） - 大槻の樹下の誓約
- 天正15年（グレゴリオ暦1587年7月24日） - 豊臣秀吉がキリシタン禁令を発布
- 天明7年（グレゴリオ暦1787年8月2日） - 松平定信が老中首座となり寛政の改革に着手
- 安政5年（グレゴリオ暦1858年7月29日） - 下田奉行・井上清直らとハリス総領事が日米修好通商条約に調印

## 誕生日
- 天喜元年（ユリウス暦1053年7月7日） - 白河天皇、72代天皇（+ 1129年）

## 忌日
- （ユリウス暦959年7月27日） - 柴栄（世宗）、五代後周の2代皇帝（* 921年）
- 寛文6年（グレゴリオ暦1666年7月20日） - 初代酒井田柿右衛門、伊万里焼陶工